# Бињак
Бињак (фр. Bignac) насеље је и општина у западној Француској у региону Поату-Шарант, у департману Шарант која припада префектури Ангулем.
По подацима из 2011. године у општини је живело 230 становника, а густина насељености је износила 29,6 становника/km². Општина се простире на површини од 7,77 km². Налази се на средњој надморској висини од 78 метара (максималној 143 m, а минималној 42 m).

## Демографија
| 1962. | 1968. | 1975. | 1982. | 1990. | 1999. | 2011. |
| ----- | ----- | ----- | ----- | ----- | ----- | ----- |
| 153   | 155   | 160   | 178   | 168   | 198   | 230   |

График промене броја становника у току последњих година